# Viktor Parma

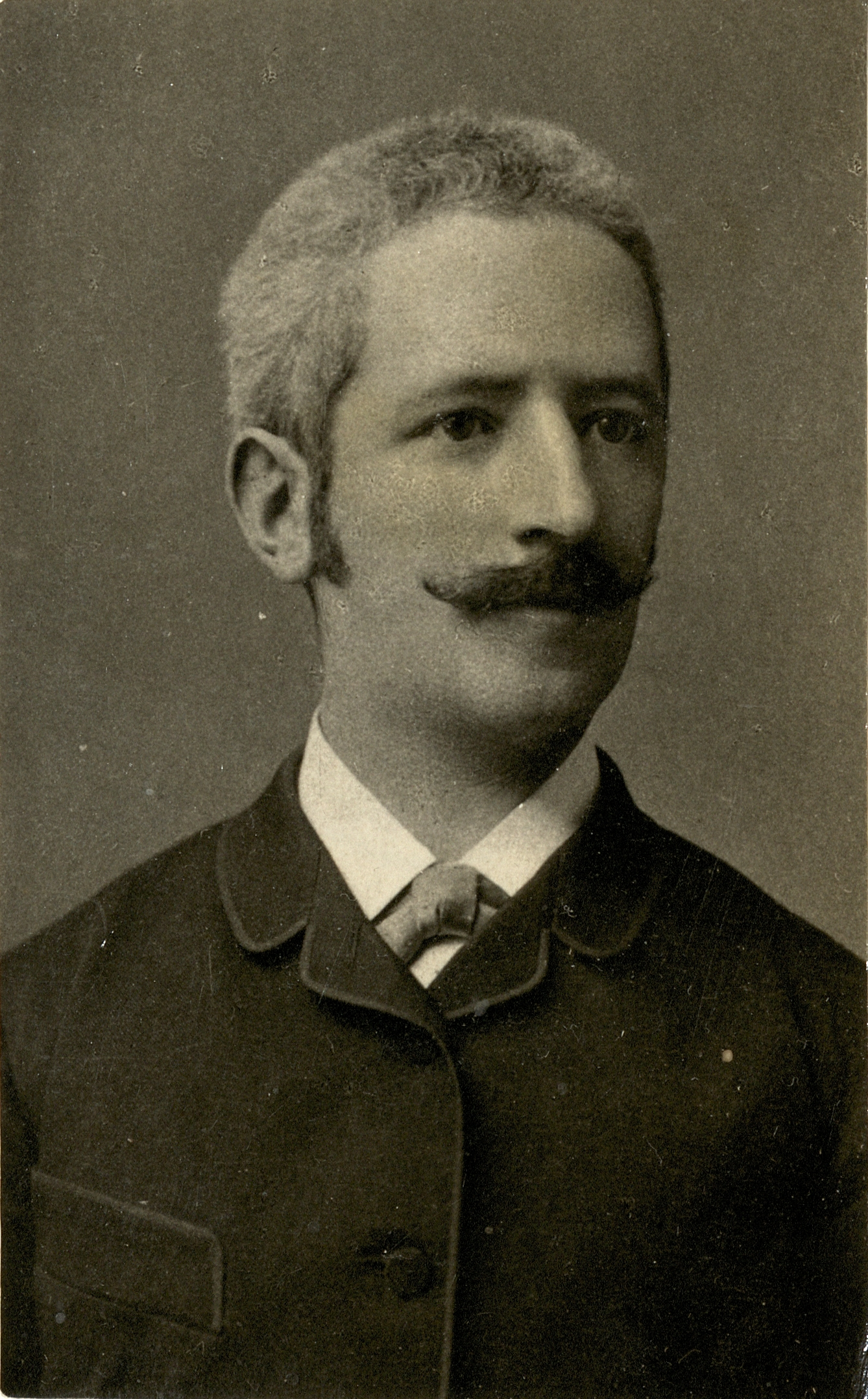
Viktor Parma (1888)

Viktor Marko Anton Parma (* 20. Februar 1858 in Triest, Kaisertum Österreich; † 25. Dezember 1924 in Maribor, Königreich Jugoslawien) war ein Komponist.
Viktor Parma studierte in Wien bei Anton Bruckner. Seine Bühnenwerke umfassen Opern, Operetten und Schauspielmusiken, sie zeigen Ähnlichkeiten zur Musik von Bedřich Smetana, Antonín Dvořák und Ivan Zajc. Parma arbeitete in Ljubljana und anderen Städten in Slowenien und war 1920 bis 1924 Musikdirektor in Maribor. In Ljubljana und anderen Orten wurden Straßen nach ihm benannt.